# Panzerkampfabzeichen der Luftwaffe

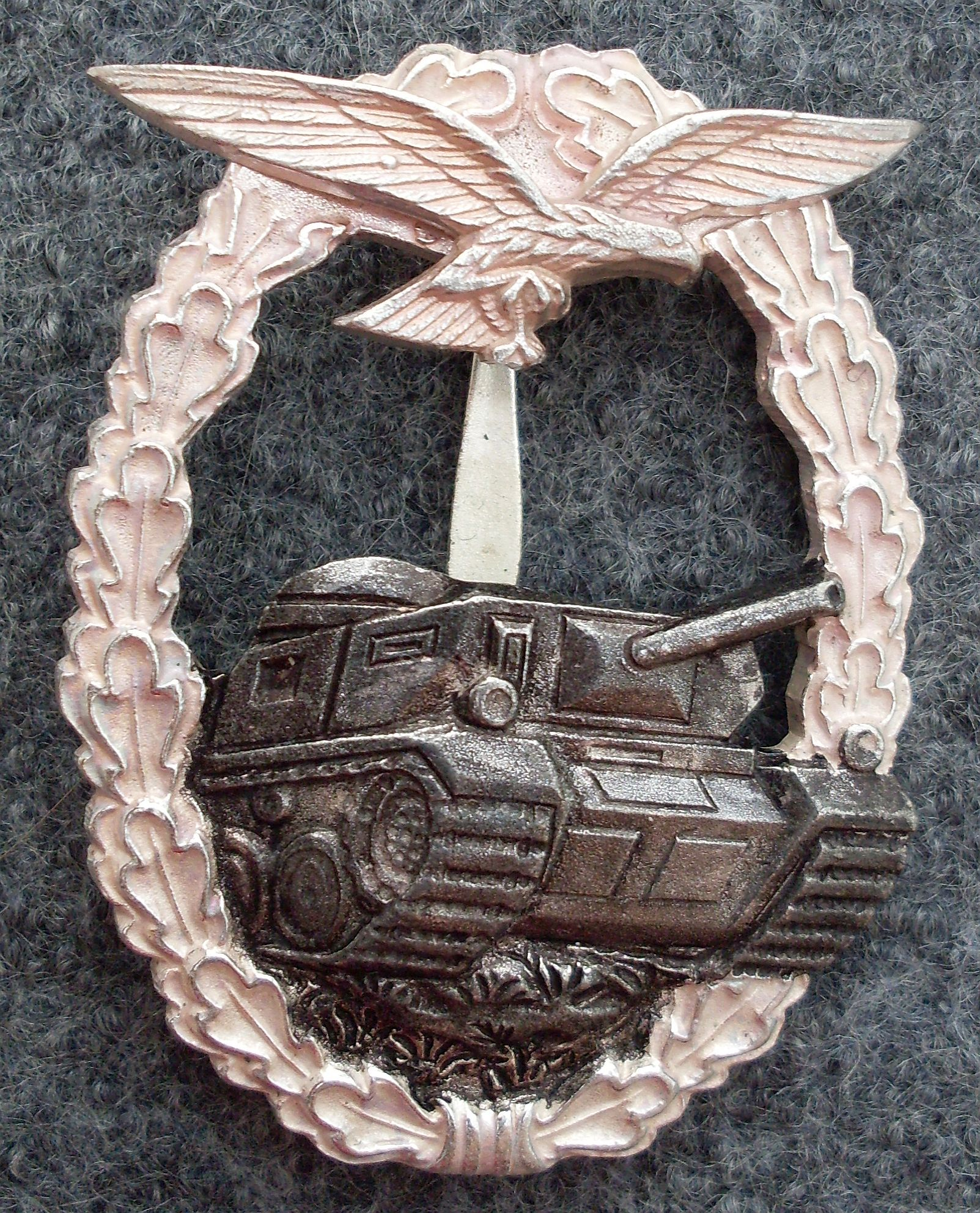
Panzerkampfabzeichen der Luftwaffe in Silber (57er Version)

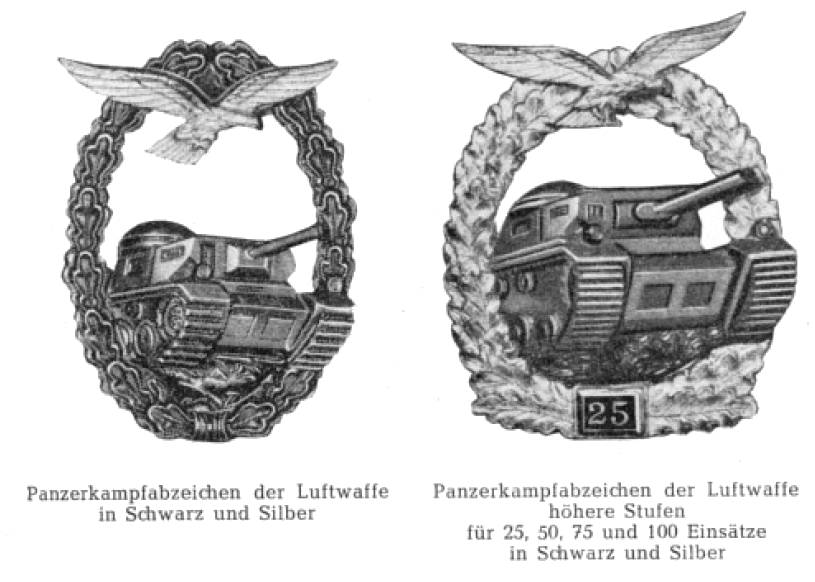
Abbildungen des Panzerkampfabzeichens der Luftwaffe (57er Version)

Das Panzerkampfabzeichen der Luftwaffe war eine Tapferkeitsauszeichnung der Wehrmacht im Zweiten Weltkrieg und wurde durch Verordnung am 3. November 1944 nach Vorbild des Heeres (Panzerkampfabzeichen) durch den Oberbefehlshaber der Luftwaffe Hermann Göring gestiftet. 

## Stiftungsverordnung
Die Stiftungsverordnung wurde von Göring selbst geschrieben und lautet in ihrem vollen Wortlaut:
- „Der zunehmende Einsatz der Luftwaffeneinheiten, insbesondere der Fallschirmtruppen in den Erdkämpfen der Abwehrfronten und an den Brennpunkten des derzeitigen Kriegsgeschehens sowie die Art der Teilnahme an diesen Kämpfen gibt mir Veranlassung, die Einführung weiterer Kampfabzeichen der Luftwaffe zu genehmigen.“

- „In Anlehnung an die beim Heer eingeführten Kampfabzeichen stifte ich für die Bewährung im Kampf beim Einsatz als Angehörige von Panzer-, Panzerspäh- und Panzergrenadiereinheiten der Luftwaffe das Panzerkampfabzeichen der Luftwaffe.“

## Verleihungsbestimmungen (Auszug)
Das Panzerkampfabzeichen der Luftwaffe wird in zweifacher Ausführung verliehen:
- Artikel 1
  - a) in Silber, d. h. mit silbernen Eichenlaubkranz und
  - b) in Schwarz, d. h. mit schwarzem Eichenlaubkranz.

- Artikel 2
  - Das Panzerkampfabzeichen der Luftwaffe in Silber kann an alle Angehörigen der Luftwaffe verliehen werden, die sich bei Panzereinheiten der Luftwaffe, insbesondere im Bereich der Fallschirmtruppe als Panzerkampfwagen- oder Panzerbefehlswagenführer, Panzerschütze, Panzerfahrer und Panzerfunker bei mindestens dreimaligem Einsatz im Gefecht an drei verschiedenen Tagen bewährt haben, wobei sich die Panzerkampfwagenbesatzungen aktiv am Kampf beteiligt haben muss. Kradmelder der Panzereinheiten der Luftwaffe können die Bedingungen für das Panzerkampfabzeichen in Silber erfüllen, wenn sie, in der vordersten Linie der kämpfenden Panzer mitfahrend, sich unter unmittelbar feindlicher Waffenwirkung an drei verschiedenen Kampftagen bewähren. Für Soldaten des Sanitätspersonals gelten die Bedingungen für das Panzerkampfabzeichen der Luftwaffe in Silber als erfüllt, wenn sie sich, im Panzer mitfahrend, bei mindestens dreimaligem Einsatz im Gefecht an drei verschiedenen Tagen bei der Versorgung und Bergung von Verwundeten bewährt haben, wobei sich die Panzerkampfwagenbesatzung aktiv am Kampf beteiligt haben muss.

- Artikel 3
  - Das Panzerkampfabzeichen der Luftwaffe in Schwarz kann allen Angehörigen der Luftwaffe verliehen werden, die bei den Panzergrenadiereinheiten der Luftwaffe, insbesondere im Bereich der Fallschirmtruppe beteiligt gewesen sind:

- - a) an 3 Sturmangriffen
  - b) in vorderster Linie
  - c) mit der Waffe in der Hand einbrechend
  - d) an 3 verschiedenen Kampftagen.

Erfolgreiche gewaltsame Erkundungen, Gegenstöße und Gegenangriffe sind als Sturmangriff zu werten, sofern sie zum Nahkampf geführt haben. Der persönliche Einsatz bei der Erledigung feindlicher Kampfwagen im Nahkampf mit Nahkampfwaffen oder Nahkampfmitteln gilt gleichfalls als Sturmangriff. Für Soldaten des Sanitätspersonals gelten die Bedingungen für das Panzerkampfabzeichen in Schwarz als erfüllt, wenn sie, unter gleichen Kampfbedingungen wie die stürmenden Panzergrenadiere, im Nahkampfraum Verwundete versorgt oder geborgen haben. Den Angehörigen der Panzerspäheinheiten kann das Panzerkampfabzeichen der Luftwaffe verliehen werden, wenn sie die für die Verleihung des Panzerkampfabzeichens der Luftwaffe in Silber mit vorstehender Ziffer 2 gestellten Bedingungen erfüllt haben. 
- Artikel 4, 5, 6... (Allgemeine Hinweise)

- Artikel 7 (Aussehen)

Das Abzeichen zeigt einen Panzerwagen, umgeben von einem hochstehenden, ovalen Eichenlaubkranz, der in seinem Oberteil von dem Hoheitsabzeichen der Luftwaffe überragt wird. Auf der Rückseite des Kampfabzeichens befindet sich in senkrechter Stellung eine verlötete Scharniernadel. Ausführung:
- - a) in Silber mit silbernem Eichenlaubkranz (Panzerwagen schwarz)
  - b) in Schwarz mit schwarzem Eichenlaubkranz (Panzerwagen silber).

Abmessungen des Adlers: Flügelspannweite ca. 40 mm, Höhe des Adlers einschließlich Hakenkreuz ca. 20 mm, 
Abmessungen des Kranzes: mit Panzerwagen ca. 46 mm, Höhe ca. 55 mm.

## Trageweise
Das Abzeichen wurde als Steckabzeichen auf der linken Brustseite in und außer Dienst zu allen Uniformen der Wehrmacht getragen. Er konnte auch zu allen Uniformen der Partei und des Staates getragen werden. Zur bürgerlichen Kleidung durfte eine verkleinerte Form (16 mm Nadel) der Auszeichnung am linken Rockaufschlag getragen werden. Bei Festanlässen war ein dementsprechender Miniaturanhänger zum Frackkettchen statthaft.

## Stufen
Ursprünglich lediglich in einer Stufe gestiftet, machte es der weitere Verlauf des Krieges schließlich notwendig, auch für das Panzerkampfabzeichen der Luftwaffe höhere Stufen zu schaffen. Dies war der Tatsache geschuldet, dass mehr und mehr Angehörige der Panzerformationen die Verleihungsbedingungen des Panzerkampfabzeichens der Luftwaffe übererfüllt hatten. Mit Verfügung vom 10. November 1944 genehmigte Göring schließlich deren Einführung. Die dadurch geschaffene Stufeneinteilung war:
- 1. Stufe: Panzerkampfabzeichen der Luftwaffe
- 2. Stufe: mit Einsatzzahl 25
- 3. Stufe: mit Einsatzzahl 50
- 4. Stufe: mit Einsatzzahl 75
- 5. Stufe: mit Einsatzzahl 100

Mit der Berechnung der Einsatztage konnte ab 11. November 1944 begonnen werden. Nach derzeitigen Wissenstand sind bis Kriegsende keine Stufen mit Einsatzzahl verliehen worden. Vereinzelte Soldbucheintragungen für die Stücke mit Einsatzzahl sind jedoch belegbar.

## Sonstiges
Laut Gesetz über Titel, Orden und Ehrenzeichen vom 26. Juli 1957 ist das Tragen der Auszeichnung in der Bundesrepublik Deutschland nur ohne nationalsozialistische Embleme gestattet.